# Кулундінський
Кулунді́нський (рос. Кулундинский) — селище у складі Тюменцевського району Алтайського краю, Росія. Входить до складу Черемшанської сільської ради.

## Населення
Населення — 138 осіб (2010; 276 у 2002).
Національний склад (станом на 2002 рік):
- росіяни — 92 %